# Arcelia
Arcelia est une ville et le siège de la municipalité de Arcelia, dans l'état de Guerrero, au sud-ouest du Mexique.